# Josefin Ljungman
Josefin Sofia Isabelle Ljungman (* 26. Dezember 1981 in Göteborg) ist eine schwedische Schauspielerin.
Josefin Ljungman begann ihre Karriere als Theaterschauspielerin am Backa Teater in ihrer Geburtsstadt Göteborg. Im Jahr 2008 spielte sie am Stadttheater Stockholm in Die Wildente von Henrik Ibsen. Ihr Debüt vor der Kamera gab sie im Jahr 2000 in Inte bara mördare. Die Rolle der Malin in dem erfolgreichen norwegischen Spielfilm Fatso – Und wovon träumst du? bescherte Josefin Ljungman 2009 eine Nominierung als beste Nebendarstellerin bei den Amanda Awards.
Nebenbei spielt Ljungman Theater und erhielt 2008 als erste Preisträgerin überhaupt den Såstaholms pris till Höstsols minne für ihre überzeugenden Darstellungen.

## Filmografie (Auswahl)
- 2000: Inte bara mördare
- 2005: Girl with a video camera
- 2007: Hata Göteborg
- 2007: Arn – Der Kreuzritter (Arn – Tempelriddaren)
- 2007: August
- 2008: Höök (TV-Serie)
- 2008: Fatso – Und wovon träumst du? (Fatso)
- 2009: Warriors of Love
- 2009: Psalm 21
- 2009: Because the Night
- 2010: Der Himmel ist unschuldig blau (Himlen är oskyldigt blå)
- 2015: Boys (TV-Serie)